# Jamie Livingston
Pour les articles homonymes, voir Livingston.

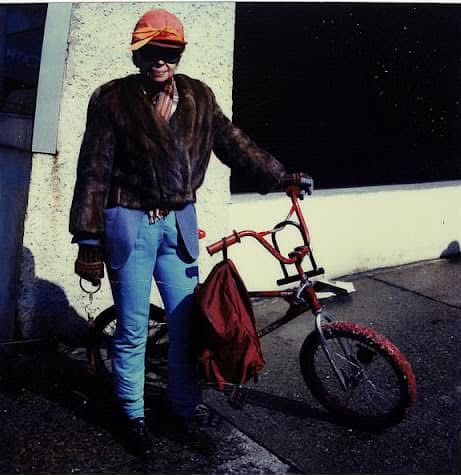
Jamie Livingston

Jamie Livingston (25 octobre 1956 - 25 octobre 1997) était un photographe, réalisateur et artiste de cirque New-Yorkais, qui prenait une photographie instantanée (Polaroid) de sa vie chaque jour, du 31 mars 1979 jusqu'au jour de sa mort, le 25 octobre 1997.
Le journal photographique 'Polaroid a Day' de Livingston commença au Bard College, New York, et bien que quelques photographies manquent à la collection, il en reste 6697. La collection, présentée chronologiquement en séquences, a été exposée au Bertelsmann Campus Center au Bard College, grâce à ses amis Hugh Crawford and Betsy Reid. L'exposition s'appelait "JAMIE LIVINGSTON. PHOTO OF THE DAY: 1979-1997", et a ouvert en 2007.

## Biographie
Jamie Livingston était membre de la troupe de cirque musical et percussionniste Janus Circus du Bard College. Il a travaillé également comme réalisateur et éditeur de clips vidéos pour MTV, et a travaillé sur des publicités pour Nike.
Son projet 'Polaroid a Day' a décrit son expérience du cancer, et son mariage qui a suivi. Ses photographies à l'intérieur comme à l'extérieur de l'hôpital ont continué jusqu'au jour de sa mort.

## Référence
- (en) Cet article est partiellement ou en totalité issu de l’article de Wikipédia en anglais intitulé « Jamie Livingston » (voir la liste des auteurs).